# Portada/article maig 4

## Escultura gòtica
L'escultura gòtica representa la segona de les principals escoles internacionals d'escultura europea que es va desenvolupar a l'edat mitjana, aproximadament des de mitjans del segle xii fins al segle xvi. Fou un tipus d'escultura que evolucionà a partir de l'estil romànic i que més endavant es "dissoldria" en el que seria l'escultura del Renaixement i el manierisme.
L'escultura gòtica va néixer estretament vinculada a l'arquitectura, com s'observa en la decoració de les grans catedrals i d'altres edificis religiosos, però amb el temps va anar guanyant independència.